# KBS 일요뉴스
《KBS 일요뉴스》(KBS SUNDAY NEWS)는 대한민국 KBS 1TV에서 일요일 오전 8시에 방송되었던 KBS 1TV의 일요일 아침뉴스 프로그램이다.

## 방송 시간
| 방송 채널 | 방송 기간                          | 방송 시간                                    |
| --------- | ---------------------------------- | -------------------------------------------- |
| KBS 1TV   | 1977년 4월 10일 ~ 1978년 2월 19일  | 일요일 오전 8시 ~ 오전 9시 30분 (1시간 30분) |
| KBS 1TV   | 1978년 2월 26일 ~ 1978년 10월 8일  | 일요일 오전 8시 ~ 오전 9시 20분 (1시간 20분) |
| KBS 1TV   | 1978년 10월 15일 ~ 1981년 5월 24일 | 일요일 오전 8시 ~ 오전 9시 (1시간)           |
| KBS 1TV   | 1982년 1월 31일 ~ 1983년 1월 23일  | 일요일 오전 8시 ~ 오전 9시 (1시간)           |
| KBS 1TV   | 1981년 9월 13일 ~ 1982년 1월 24일  | 일요일 오전 8시 ~ 오전 8시 40분 (40분)       |
| KBS 1TV   | 1983년 2월 13일 ~ 1983년 4월 3일   | 일요일 오전 8시 ~ 오전 8시 40분 (40분)       |
| KBS 1TV   | 1983년 1월 30일 ~ 1983년 2월 6일   | 일요일 오전 8시 ~ 오전 8시 30분 (30분)       |
| KBS 1TV   | 1990년 5월 19일 ~ 1991년 2월 24일  | 일요일 오전 8시 ~ 오전 8시 30분 (30분)       |
| KBS 1TV   | 1983년 4월 10일 ~ 1984년 4월 1일   | 일요일 오전 7시 ~ 오전 7시 30분 (30분)       |
| KBS 1TV   | 1984년 4월 8일 ~ 1986년 6월 1일    | 일요일 오전 7시 ~ 오전 8시 (1시간)           |
| KBS 1TV   | 1991년 3월 3일 ~ 1991년 5월 26일   | 일요일 오전 8시 ~ 오전 8시 20분 (20분)       |

## 타이틀 변천사
현재 타이틀은 1990년 5월 27일을 기준으로 한다.
| 역대 | 타이틀                | 방송 기간                          |
| ---- | --------------------- | ---------------------------------- |
| 1기  | 오늘은 일요일         | 1977년 4월 10일 ~ 1981년 5월 24일  |
| 2기  | KBS 뉴스 일요일       | 1981년 9월 13일 ~ 1982년 1월 24일  |
| 3기  | 여기는 보도본부       | 1982년 1월 31일 ~ 1984년 3월 25일  |
| 4기  | KBS 일요뉴스          | 1984년 4월 1일 ~ 1984년 10월 28일  |
| 5기  | KBS 뉴스센터 주간기획 | 1984년 11월 4일 ~ 1985년 11월 24일 |
| 6기  | KBS 일요뉴스센터      | 1985년 12월 1일 ~ 1986년 5월 25일  |
| 7기  | KBS 일요뉴스          | 1990년 5월 27일 ~ 1991년 5월 19일  |